# Eric Barlow
Eric Barlow (* 8. Mai 1966 in Gillette, Wyoming) ist ein US-amerikanischer Politiker der Republikanischen Partei, der von 2013 bis 2023 Abgeordneter im Repräsentantenhaus von Wyoming und zwischen 2021 und 2023 Sprecher des Repräsentantenhauses war sowie seit 2023 Mitglied des Senats von Wyoming ist.

## Leben
Eric Barlow absolvierte nach dem Schulbesuch ein Studium der Tiermedizin an der Colorado State University (CSU) und nahm nach dessen Abschluss mit einem Doctorate of Veterinary Medicine (D.V.M.) 1998 eine Tätigkeit als Tierarzt sowie daneben auch als Rancher auf.
Als Nachfolger von Frank Peasley wurde er für die Republikanische Partei am 8. Januar 2013 erstmals Abgeordneter im Repräsentantenhaus von Wyoming und vertrat in diesem bis zum 10. Januar 2023 den Wahlkreis „House District 03“, woraufhin Abby Angelos neue Abgeordnete für diesen Wahlkreis wurde. Während seiner Mitgliedschaft war er Mitglied zahlreicher Ausschüsse des Repräsentantenhauses sowie Gemeinsamer Ausschüsse der Wyoming Legislature, der Legislative des Bundesstaates Wyoming. Er fungierte unter anderem als Vorsitzender des Ausschusses für Arbeit, Gesundheit und soziale Dienste (2017 bis 2019). Am 8. Januar 2019 übernahm er als Nachfolger von David Miller House Majority Floor Leader und damit Mehrheitsführer der Fraktion der Republikaner im Repräsentantenhaus. Er hatte diese Funktion bis zum 12. Januar 2021 inne und wurde daraufhin von Albert Sommers abgelöst. Zugleich war er von 2019 bis 2021 Vorsitzender des Gemeinsamen Ausschusses zu Insolvenzen im Kohle-/Mineralsektor sowie zwischen 2019 und 2021 als Vizevorsitzender des Prüfungsausschusses des Managements tätig.
Am 12. Januar 2021 löste Eric Barlow Steve Harshman als Speaker of the House und somit als Sprecher des Repräsentantenhauses ab und verblieb in diesem Amt bis zum 10. Januar 2003, woraufhin erneut Albert Sommers seine Nachfolge antrat. Er fungierte zudem als Vorsitzender des Prüfungsausschusses des Managements (2021 bis 2023), als Vorsitzender des Ausschusses für Geschäftsordnung und Verfahren (2021 bis 2023), als Vorsitzender des Unterausschusses für die Vergütung von Gesetzgebern (2022 bis 2023) sowie als Vizevorsitzender des Verwaltungsrates (2021 bis 2023).
Nach seinem Ausscheiden aus dem Repräsentantenhaus wurde Barlow am 10. Januar 2023 als Nachfolger von Jeff Wasserburger Mitglied im Senat von Wyoming und vertritt dort seither „District 23 Campbell County“. Während seiner Senatsmitgliedschaft war er von 2023 bis 2025 zunächst weiterhin Vorsitzender des Prüfungsausschusses des Managements und ist seit 2025 Vorsitzender des Senatsausschusses für Arbeit, Gesundheit und soziale Dienste.
Aus seiner Ehe mit Kelly Barlow gingen zwei Kinder hervor.

## Weblink
- Senator Eric Barlow. In: Senat von Wyoming. Abgerufen am 22. Januar 2025 (englisch).